# Prieuré de la Sainte-Trinité de Marcigny-lès-Nonnains
Le prieuré de la Sainte-Trinité de Marcigny-lès-Nonnains est le premier édifice religieux de moniales et moines bénédictins du XIe siècle sur la commune de Marcigny dans le département de Saône-et-Loire en Bourgogne-Franche-Comté dans le Brionnais. Il sera jusqu'à la Révolution, l'un des trois plus importants monastères de religieuses bénédictines. Aujourd'hui, subsiste l'église Saint-Nicolas devenue paroissiale, et quelques bâtiments dans la ville, ainsi que l'hôtel de la Prieure.

## Historique
Fondé, entre 1054 et 1056, par Hugues de Semur (1024-1109) sur des terres données par son frère Geoffroy II de Semur, ce prieuré est de suite très prisé de la noblesse bourguignonne. Hugues y installe sa sœur comme première prieure, et leur mère Aremburge devient également religieuse en ce lieu.
C'est entre 1120 et 1122 que la fille de Guillaume le Conquérant, Adèle, prendra le voile dans ce monastère. Puis, vers 1130, viendront les deux filles du roi d'Espagne, sainte Véraise et sainte Frédoline.
L'âge minimum requis pour être novice et de 20 ans à Marcigny, alors qu'il est partout ailleurs de 12 ans. Depuis la fondation, l'effectif en est de 99 moniales, car la centième place est réservée à la Sainte Vierge qui est « Notre-Dame Abbesse » et est omniprésente, à l'église comme au réfectoire où son repas est distribué aux pauvres. Ce quota a son importance car on ne peut faire profession qu'au décès d'une professe. Ici, c'est l'abbé de Cluny qui vient en personne remettre l'habit aux religieuses. Les religieuses sont tenues à la clôture, et ne peuvent sortir qu'accompagner par une autre moniale plus âgée et de bonnes mœurs, avec l'autorisation de la supérieure pour une mission, mais la règle n'est pas toujours bien respectée Les religieuses seront au maximum de leur effectif en 1271, ainsi qu'en 1311.
Les religieuses ne seront pas seules : dans la même enceinte est adjoint un petit prieuré qui reçoit de quinze à trente moines chargés, entre autres, de confesser et diriger les consciences des moniales, de célébrer l'Eucharistie et également de l'administration du temporel, bien que la prieure garde la pleine autorité sur l'ensemble des deux monastères d'hommes et de femmes.

### XIVesiècle
Les relations entre moines et moniales vont très vite s'envenimer car il y a conflit d'autorité entre la prieure et le prieur. La douzaine de moines reçoivent l'ordre de ne plus avoir aucun rapport avec les religieuses car ce commerce indispose la papauté, qui va très vite faire savoir qu'elle est opposée aux monastères doubles. Cette décision va faire entrer les religieuses en rébellion et, en 1343, le pape Clément VI doit intervenir pour remettre de l'ordre dans ce monastère en excommuniant cinquante d'entre elles, et menace la vingtaine qui persiste de les transférer dans d'autres monastères.
Le litige de préséance entre les deux dirigeants des monastères est porté devant l'assemblée générale de l'ordre qui désigne ceux de Paray-le-Monial et de Charlieu pour arbitrer ce conflit. La situation s'envenime : le jour de Noël, les religieuses refusent de recevoir l'Eucharistie des mains de leur prieur et, avec la prieure à leur tête, troublent l'office divin et brisent les escabeaux du chœur. Pour se venger, les moines enlèvent les sonnettes, le linge du réfectoire, prennent le registre du Chapitre, et sèment le trouble dans tous les locaux.
Le prieuré prospère fait la fortune de Marcigny, qui deviendra la proie de bien des convoitises. Dès 1360, les Grandes compagnies prennent la ville, et en 1362, la petite cité est prise et pillée par les Tard-Venus. Puis, en 1366, le Prince Noir en fait le siège.

### XIVeetXVesiècles
De nouveau assiégée en 1420 par les troupes de Charles, dauphin de France, puis  pillée par l'aventurier espagnol Rodrigue de Villandrando, chargé de défendre le duché de Bourbon contre les Bourguignons en novembre 1430, par le comte de Clermont, en 1431, et par le duc de bourgogne Philippe le Bon (1396-1467) en 1438. C'est après ces sièges qu'une première enceinte de fortifications fut construite.

### XVIesiècle
Le cours du XVIe siècle se passera de la même façon qu'aux siècles précédents, entre la prieure et ses religieuses, de plaintes en plaintes contre l'administration du prieur et le peu de nourriture reçue. À la demande des religieuses, les civils viennent également ajouter de l'huile sur le feu. Devant tant de désordre, les évêques interviendront dans les affaires des monastères de femmes, sans que cela ne nuise à l'ordre de Cluny.
La ville est de nouveau assiégée en 1576 par le Henri Ier de Bourbon-Condé (1552-1588), prince de Condé, en 1582 par le Charles de Mayenne (1554-1611), duc de Mayenne, ainsi qu'en 1589 par le vicomte de Tavannes, Jean de Saulx (1555-1630), enfin en 1591 par le marquis de Saint-Martin.

## Architecture

### Les églises priorales

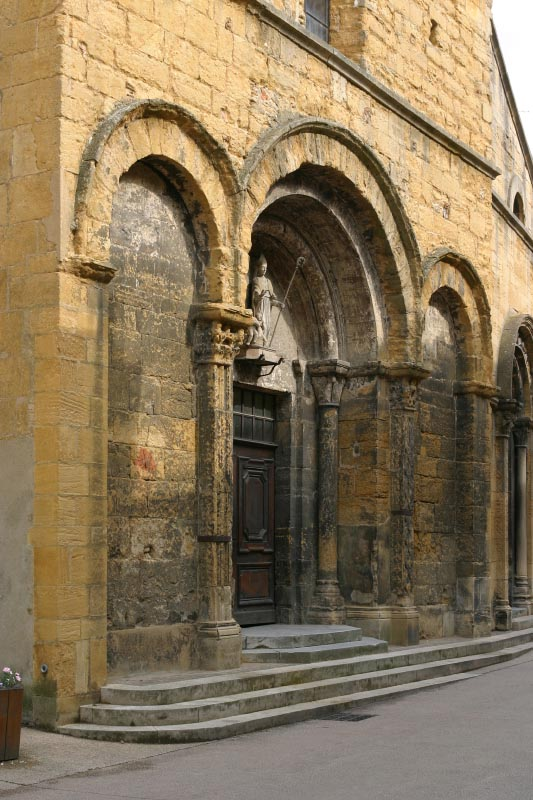
Façade ouest de l'église de Marcigny, portail du XIIe siècle.

La première église priorale, sous le vocable en 1056 de saint Pierre et saint Paul, était coupée en deux par une grille en fer, séparant les moines et les moniales. Un guichet permettait le passage de l'eau bénite et de l'Eucharistie. Une autre séparait également les confessionnaux.
- L'église Saint-Nicolas était, à l'origine, l'église priorale des moines.
- L'église Notre-Dame fut interdite aux religieuses le 20 septembre 1791, et détruite par l'incendie de 1797. Les ruines tombèrent sous le pic des démolisseurs.

### Les bâtiments conventuels

#### L'hôtel de la Prieure
Ce bâtiment fut commandé par la prieure Anne Nicole de La Queille et construit sur le narthex de l'église prieurale, démoli à cette occasion à partir de mai 1777 par Edme Verniquet (1727-1804), l'architecte de Louis XVI.
La façade comporte neuf travées, avec un avant-corps de trois travées sommé d'un fronton triangulaire. Cette réalisation est très proche de l'hôtel de Chalonnay construit à la même époque à Marcigny par Verniquet. Le soubassement à refends du rez-de-chaussée est surplombé par de hautes fenêtres à allèges reposant sur des consoles carrées. Une tribune percée dans ses appartements du premier étage, et donnant dans l'église, permettait à la prieure d'assister à l'office divin. La Révolution épargna cette bâtisse en très bon état qui servit de logements. Au début du XXIe siècle, elle est occupée par la cure et la maison pour ses deux tiers, l'autre partie fut un moment l'hôtel de la Paix, bientôt transformé en logements. Sur la façade de la cour intérieure de l'hôtel se distinguent les traces des voûtes de l'église priorale originelle qui fut détruite lors de l'incendie de 1797.

#### La tour du moulin des moines

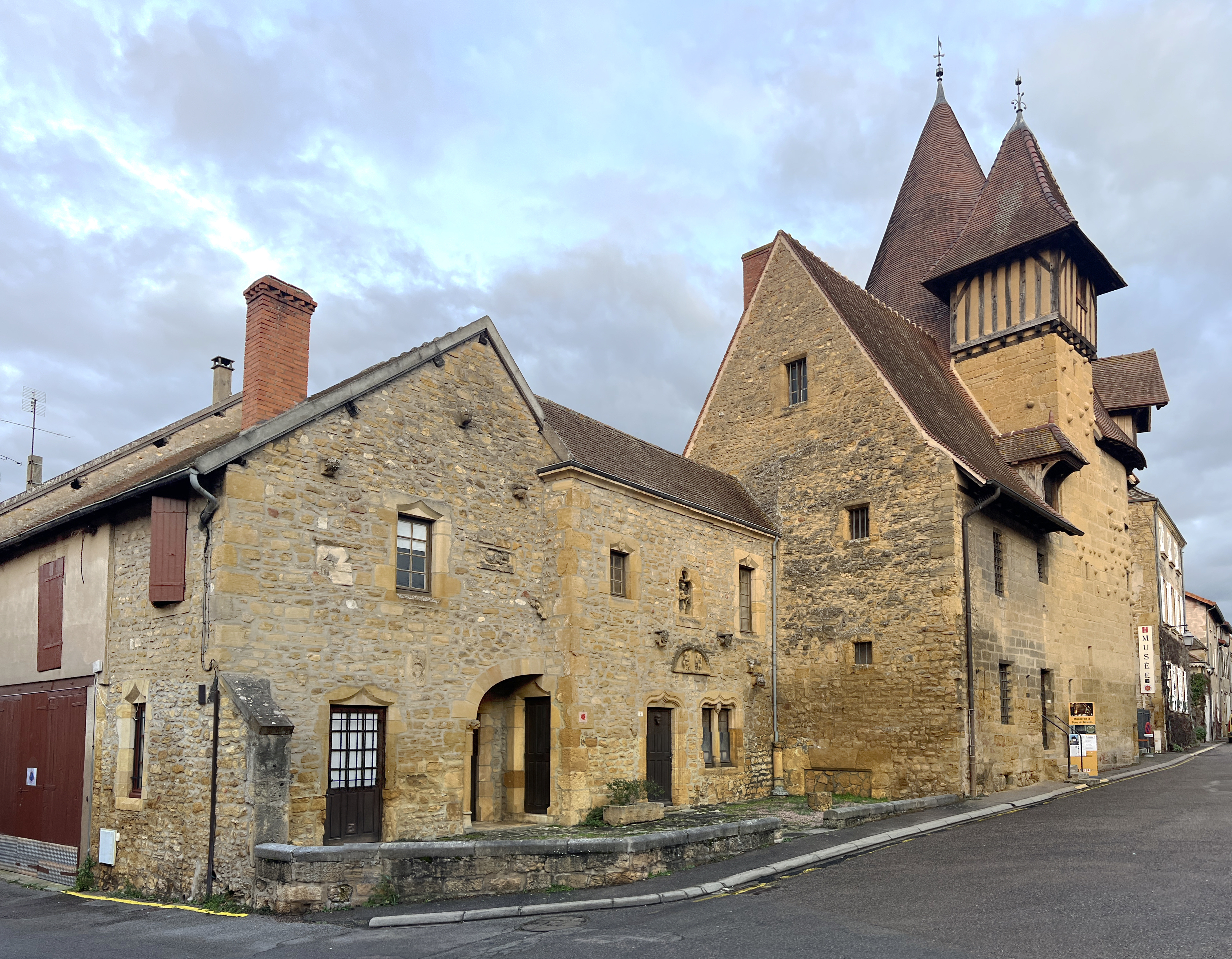
La tour du moulin.

Cette tour fut construite entre 1410 et 1420 sur ordre du duc de Bourgogne  Jean sans Peur pour défendre l'accès de la ville aux Armagnacs. Sa hauteur est de 13 mètres sous le toit et, avec sa flèche de 12 mètres, elle atteint au total 25 mètres. À sa base, elle mesure 2,80 mètres d'épaisseur et 1,20 mètre à son sommet. Elle est dans un bon état de conservation avec sa façade ornée de plus de 200 gibbosités, dont certaines représentent le sein maternel.

## Propriétés, terriers, bénéfices

### Seigneuries
- 1063 La Roche-Millay, seigneurie dans le Morvan, donnée par Geoffroy II de Semur en présence de son frère religieux André de Semur[6].

### Terres
- Vitry-en-Charollais donations en 1066 par Adélaïde de Semur, du consentement de son fils Pierre de Châtel[7]
- Briennon, donation de terres en 1066 par Adélaïde de Semur, du consentement de son fils Pierre de Châtel[8].
- donations par Dalmace de Bourbon à dom Seguin vers 1100
- donation par dom J. de Cypierre en 1103 du meix de Cassanole en la paroisse d'Autefond, à 1 lieue 3/4 de Charolles, 3/4 de Paray, 14 lieues d'Autun[9]
- Bois donné par Adélaïde de Guines  lors de son entrée au monastère vers 1078, ce bois joignant celui de la Craie, qui descendait jusqu'à la Vallée de Semur à Marcigny[8].

### Prieurés
- avant 1090 : prieuré Sainte-Foy de Morlaàs, fondé par pénitence par Centulle V de Béarn et mis par le pape Urbain II et l'Abbé Hugues de Cluny sous l'autorité du prieuré de Marcigny.

## Prieures

### XIesiècle
- 1061 : Hermengarde de Semur, première prieure, sœur de saint Hugues de Cluny dit aussi de Semur[10]
- Vers 1080 : Giselle, ou, Galsuinde, ou bien Gisela de Bigorre, épouse de Centulle V de Béarn vicomte de Béarn de (1058 à 1090) dit Centulle Ier de Bigorre de (1080 à 1090), lorsqu'il devint premier comte de Bigorre, leur union annulée en 1074 par injonction du pape Grégoire VII et le jugement d'Amathus, évêque d'Oloron, légat du pape et de Bernard de Millau, abbé de Saint-Victor de Marseille, auxquels le pape avait attribué la connaissance de cette cause pour cause de parenté. Séparée en 1078 et conduite par le légat, et Guillaume archevêque d'Aix[Information douteuse] en ce prieuré, elle reçut l'habit monacal des mains de saint Hugues. Elle devint prieure et y décéda dans sa charge[11]
- Vers 1084 : Jeanne de Semur, nièce de saint Hugues de Semur
- 1090 : Algimode de Périgord[9]

### XIIesiècle
- 1116 : Agimolde de Périgord
- 1119 : Alix de Luzy
- 1136 : Josie de Fougères, alias Sancie de Fougères
- 1138 : Frédoline d'Espagne, vierge et martyre

### XIVesiècle
- XIVe siècle : Gastonne de Plaisance[9]
- XIVe siècle : Madeleine d'Uxelles
- XIVe siècle : Félicité d'Humières
- XIVe siècle : Gastonne de Plaisance
- XIVe siècle : Gabrielle de Naples
- XIVe siècle : Sicile d'Uxelles[9]
- XIVe siècle : Humbeline de la Palu-Varax
- XIVe siècle : Tharsile de la Palu-Varax
- 1370 : Alise d'Amanzé
- Vers 1377 : Marie de Saint-Arban
- 1380 : Agnès de Rébè

### XVesiècle
- 1401 : Isabelle de Damas
- 1420 : Jeanne de Bussol de Saint Sornin, célérière puis prieure
- 1437 : Agnès de Rébè
- 1439 : Jeanne de Damas, fille de Robert de Damas et de Marie de Digoine
- 1445 : Catherine de Dyo, alias Marguerite, fille de Jacques, comte palatin de Dyo et de Jeanne de La Guiche
- 1470 : Étiennette de Bois
- 1480 : Isabelle de La Guiche[9]
- 1485 : Jeanne de La Guiche, alias Isabelle, fille de Claude de La Guiche et de Claude de la Baume-Montrevel
- 1485 : Edmonde de Pot de la Roche, alias de Rhodes
- XVe siècle : Adrienne de la Palu, fille de Hugues de la Palu, comte de Varax, et d'Antoinette de Polignac[12]

### XVIesiècle
- 1507 : Louise de Boussé, alias Beuslon, elle obtient du chapitre général la suppression du prieur claustral
- 1510 : Claude de Vichy-Chamron
- Vers 1520 : Françoise de La Palu
- 1550 : Suzanne de La Guiche
- 1559 : Claudine de Vichy[9]
- 1555 : Étiennette du Blé de Cormatin
- 1556 : Françoise I de Chevrières
- XVIe siècle : Antoinette du Bois de la Rochette
- XVIe siècle : Gasparde de Simiane
- XVIe siècle : Jeanne de Busseul
- 1560 : Étiennette du Blé de Cormatin
- 1570 : Cécile d'Uxelles
- 1575-1580 : Enarde du Blé d'Uxelles
- 1580-1600 : Françoise II de Chevrières, nièce de la prieure de 1556

### XVIIesiècle
- 1600-1606 : Péronne de La Guiche
- 1606 : Gabrielle de Naples
- 1610-1615 : Jeanne d'Amanzé de Chauffailles, avait deux sœurs religieuses en même temps qu'elle à Marcigny et une autre Gilberge-Françoise d'Amanzé entrait à Saint-Pierre de Lyon et en devenait abbesse
- 1615 : Françoise d'Amanzé, succéda à sa tante Jeanne
- 1638-1640 : Marguerite Blondeau, devenu prieure elle montra beaucoup d'énergie pour supprimer totalement la charge de prieur des moines Bénédictins de Marcigny. Elle mourut simple religieuse.
- 1640-1650 : Marie du Bessey
- 1650-1660 : Jeanne de Bonnay
- 1660-1670 : Anne Judith Le Prieur
- 1670-1676 : Marie Saint-André de Montjorval
- 1676-1693 : Jeanne-Jacqueline de Chantelot-la-Varenne

### XVIIIesiècle
- 1693-1747 : Catherine de la Chaise-d'Aix, prieure claustrale dès l'an 1685 puis titulaire en 1693.
- 1748-1775 : Éléonore du Maine du Bourg
- 1775-1782 : Anne Nicole de La Queille[13]-Châteaugay, de la maison d'Amanzé.
- 1782-1791 : Louise de Raynard, dernière prieure de 11 religieuses

## Prieurs

### XIesiècle
- 1063 : Durand[14]
- 1065-1093 : Guy I
- 1094 : Humbert I
- 1098-1100 : Dom Seguin. Il fut camérier de Cluny.

### XIIesiècle
- 1166 : Simon
- 1174 : Hugues I, de la maison de Châtillon

### XIIIesiècle
- 1234-1261 : Jacques I
- 1266 : Yves I
- 1270 : Mathieu
- 1275-1278 : Guy
- 1281 : Garnier
- 1286 : Hugues II
- 1294 : Dom Viard

### XIVesiècle
- 1300 : Hugues III. Il a été prieur de la Voulte et de Lurcy.
- 1303-1316 : Jean Châteauvillain
- 1316 : Jean II, de la Brosse
- 1318 : Guillaume Amale de Luzy, fils de Jean de Châteauvillain, baron de Semur-en-Brionnais.
- 1329-1334 : Girard
- 1334-1346 : Guy III de Damas
- 1346 : Pierre de Viers I
- 1348 : Pierre de Viers II, filleul et neveu du précédent prieur
- 1353-1367 : Hugues IV de Sainte-Bénigne. Il est nommé définiteur au chapitre de 1356.
- 1367 : Pierre III, de Lyon
- 1371 : Étienne de Blerens
- 1373 : Étienne II, fils de Girard de Semur, seigneur de Sancenay
- 1374-1382 : Étienne III Tachon. Il fut doyen de Paray de 1370 à 1374. Il fit construire en 1378 les halles de Marcigny.
- 1385 : Jean IV
- 1385-1397 : Antoine de Chalmasset
- 1397 : Guillaume II de Lespinasse. Il fut prieur de Glanot à Mont-Saint-Jean, et connétable de l'abbé de Cluny[15].

### XVesiècle
- 1399-1433 : Jean V de Lespinasse
- Guillaume III de Bréchard, nommé parfois Guillaume Burchard
- 1441-1445 : Adam le Thuillier
- 1445-1459 : Denis I Thomassin. Il fut chargé de la visite de l'abbaye de Cluny en 1448.
- 1460-1465 : Jean VI le Fèvre, alias Faure
- 1466-1470 : Simon II, de Ronchival, prieur de Marcigny et de Charlieu.
- 1470-1490 : Zacharie de Tologny, alias Toulongeon. il avait le titre de conseiller du roi.
- 1490-1505 : Louis de Rochechouart, docteur en l'un et l'autre droit. Neveu de Jacques d'Amboise, abbé de Cluny.

### XVIesiècle
- 1506 : Denis II Cadot ou Cardon. Il fut plus tard, prieur de Sauxillanges en Auvergne.
- 1508 : Marin Avernier
- 1514-1526 : Nicolas de la Rose
- 1526-1544 : Jean VII le Maître
- 1545-1564 : Christophe Coquille. Il meurt dans cette ville le 12 octobre 1564 et y est inhumé. Il était en même temps grand prieur de Cluny.
- 1572 : Jean VIII Cotignon hérite comme son prédécesseur de la double charge de prieur de Marcigny et de Cluny. Il meurt le 22 avril 1572 à Marcigny où il est enterré.
- 1573 : Antoine II Baillif
- 1581-1617 : Philibert Joly, docteur en théologie. Il fut définiteur au chapitre général de 1600.

### XVIIesiècle
- 1617-1630 : Pierre IV de Dormy, fils de Charles-François de Dormy. Il fut aussi prieur de Saint-Martin-des-Champs avant de devenir évêque de Boulogne.
- 1653-1663 : Dom Antoine Mossan
- 1633-1666 : Pierre V Camuset
- 1666-1674 : 1er prieur commendataire, c'est-à-dire non religieux. C'est le fils de Messire Lelièvre, président du grand conseil.
- 1674-1693 : M. Favre, second prieur commendataire.
- 1693 : Duc d'Albert, neveu du cardinal de Bouillon, abbé de Cluny.
- 1693-1699 : Pierre Simon, prieur claustral. Il a occupé les plus hautes charges de l'Ordre et a publié en 1680 le Bullarium sacri Ordinis Cluniacensis
- 1699-1701 : Dom Laurent Borthon. Il fut nommé prieur de Paray en 1701.

### XVIIIesiècle
- 1701 : Dom Hugues Molard, prieur claustral
- 1719 : Dom Claude Varin
- Dom Pierre Harlé
- 1724 : Dom Claude Foussier
- 1737 : Dom A. Buliot
- 1789 : Dom Potignon de Montmegin

## Religieuses, moines et personnalités notables
- Aremburge de Vergy (v.999-†ap.1016) mère de saint Hugues (1024-1109)
- Alberte de Champagne en 1078
- Marie de Brancion, fille de Gérard de Brancion, fut religieuse à Marcigy en 1080[9]
- J. de Cypierre, religieux en 1103 au prieuré fait don de Cassanole[9]
- Raingarde de Semur (v. 1075-1134), nièce de saint-Hugues et mère de Pierre le Vénérable, elle entre au prieuré le 2 avril 1116, et y retrouvera ses deux nièces :
- Poncie de Montboissier et sa sœur Marguerite de Montboissier, filles uniques de Hugues IV de Montboissier
- Adélaïde de Semur (v. 1016-?), 7e enfant de Dalmace Ier de Semur, elle épousa un baron de Châtel-Montagne dont elle eut un fils : Pierre de Châtel, elle entra au prieuré en 1066 après le décès de son époux, et fit avec le consentement de son fils des dons au prieuré
- Mathilde de Semur[16] 8e enfant de Dalmace Ier de Semur, elle épousa Guichard de Bourbon, veuve elle entra en 1082 au prieuré. Son fils Dalmace de Bourbon fit des donations en considération de sa mère entre les mains de Dom Seguin camérier de Cluny, puis prieur de Marcigny vers l'an 1100
- Adèle de Blois (v. 1067-1137), dite aussi de Normandie, fille de Guillaume le Conquérant, épouse d'Étienne II de Blois (1045-1102), elle se retire ici entre 1120-1122, et y meurt en 1137, peut être un 3 mars, et y fut inhumée[17].
- Renaud de Semur, neveu d'Hugues, moine de Cluny, puis à Marcigny, et qui deviendra abbé de Vézelay (1126-1128) et archevêque de Lyon (1128-1129).
- Hélie de Semur (1016-† 22-4, ap.1055), épouse en 1033 de Robert Ier de Bourgogne (v. 1011- † 21 mars 1076), duc de Bourgogne de 1032 à 1076, assassin de son beau-père Dalmace Ier de Semur (v. 985 - 1048)[18] Répudiée par son mari avant 1048 elle prit le voile en 1050sous le nom de Pétronille[19] - le jour de son décès nous est conservé par le nécrologue du chapitre de Beaune :«  X.Kal. Maii. Eodem die obiit Hila, cognomine Petronilla venerabilis memeorie uxor ducis »[20]
- Hugues de Busseul, don à Marcigny en 1160 et se fait moine à Cluny[9]
- Marguerite de Damas et Jeanne de Damas religieuses à Marcilly reçoivent un legs de leur mère Catherine de Lespinasse le 8 janvier 1438 devant Hugues le Fève, notaire à Saint-Just-en-Chevalet[21]
- Antoinette de Coligny dite de Saligny, marié en avril 1555, avec Pierre d'Amanzé, puis entre au prieuré.
- Mlle Thérèse Gilberte Goyon, organiste jusqu'en octobre 1787[22]
- Mlle de Lanoye ou de La Noye, organiste vers 1783, elle envoie le 12 novembre 1789 une supplique au Comité ecclésiastique pour leur dire qu'elle est organiste au prieuré depuis 6 ans et qu'elle était sur le point de faire partie de la communauté[22]
- En 1791, une des onze dernières religieuses était madame de La Valade qui emporta l'os du bras de saint Hugues.